# Gisenyi
Gisenyi je grad u Ruandi, u Zapadnoj provinciji. Sjedište je distrikta Ruvabu. Leži na sjeveroistočnoj obali jezera Kivu, na oko 1500 metara nadmorske visine, na samoj granici s DR Kongom te je praktički spojen s Gomom u toj državi. Nalazi se južno od kratera vulkana Nyiragongo, koji je erumpirao 2002. i 2005. godine. Ipak, zbog nešto povoljnijeg položaja u odnosu na vulkan, nije stradao u erupcijama kao Goma.
Dio stanovništva bavi se turizmom - postoji nekoliko hotela i tri pješčane plaže na jezerskoj obali. U gradu se nalazi i jedina ruandska pivovara.
Tijekom genocida u Ruandi, u gradu se nalazilo sjedište privremene vlade.
Godine 2002. Gisenyi je imao 67.766 stanovnika.

## Vanjske poveznice

### Ostali projekti
|  | Zajednički poslužitelj ima još gradiva o temi Gisenyi |